# Oracze
Oracze (niem. Oratzen) – wieś w Polsce, położona w województwie warmińsko-mazurskim, w powiecie ełckim, w gminie Ełk. Wieś leży nad jeziorem Jachimowo (Wityny).
W latach 1975–1998 miejscowość administracyjnie należała do województwa suwalskiego.